# Rajuwci
Rajuwci (bułg. Раювци) – wieś w Bułgarii, w obwodzie Wielkie Tyrnowo, w gminie Elena. W 2024 roku liczyła 41 mieszkańców.